# 자지키
자지키(그리스어: τζατζίκι)는 그리스의 요구르트 소스이다. 그릭 요거트(여과 요구르트)에 오이, 마늘, 딜, 올리브유를 넣어 만든다. 주로 메제(전채)나 부식으로 내며, 흔히 기로스나 수블라키 같은 고기 요리나 감자 튀김 등에 곁들여 먹는다. 우조나 치푸로 등 술을 마실 때 곁들이기도 한다.
그리스어 "자지키(τζατζίκι)"의 어원은 튀르키예어 "자즈크(cacık)"이다.

## 비슷한 음식
자지키와 비슷한 음식으로는 터키의 자즈크(cacık)와 발칸반도의 타라토르(таратор) 및 스네잔카(снежанка), 이란의 마스트 오 히야르(ماست و خیار), 남아시아의 라이타(रायता) 등이 있다.

## 사진

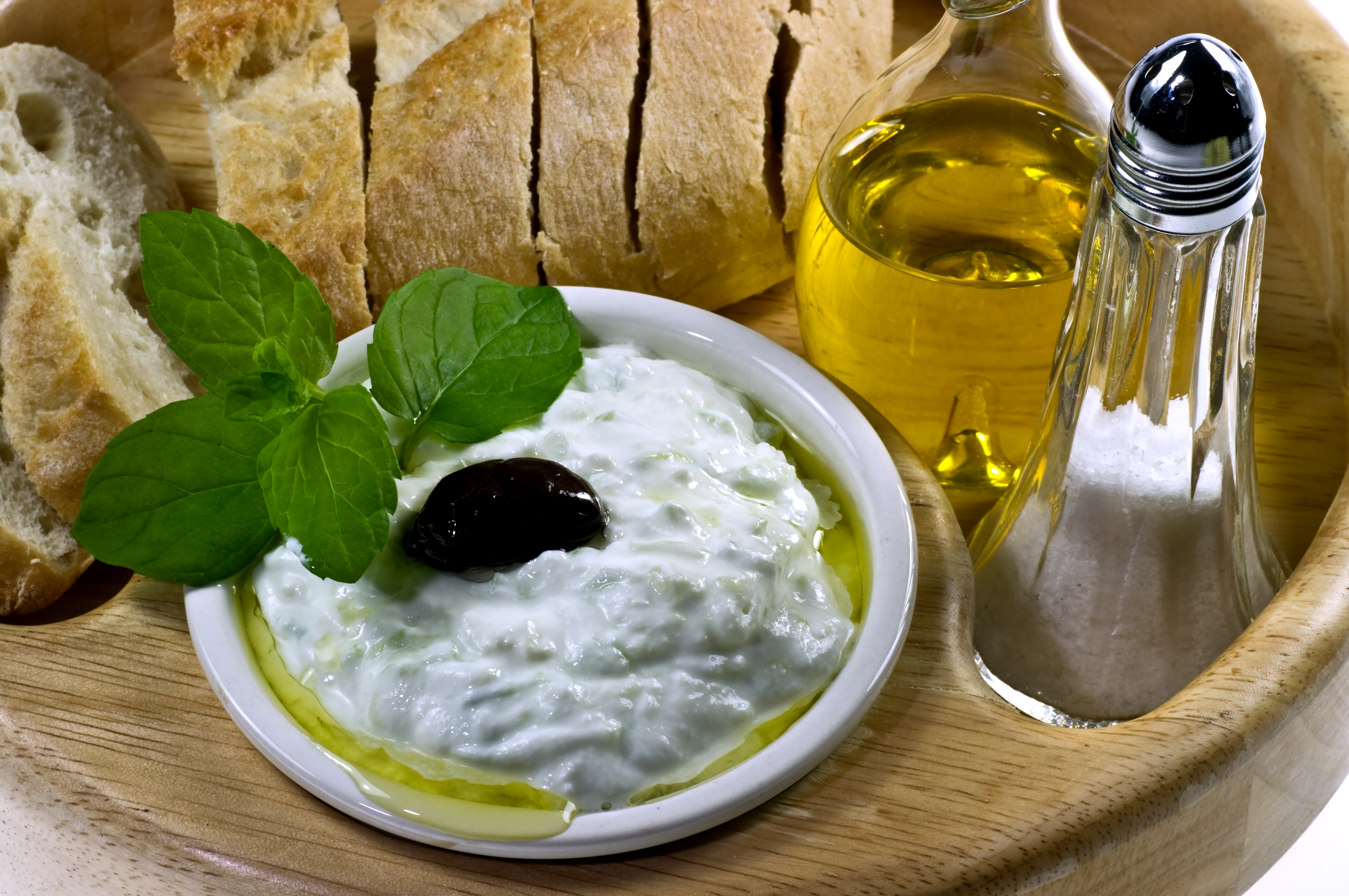
자지키
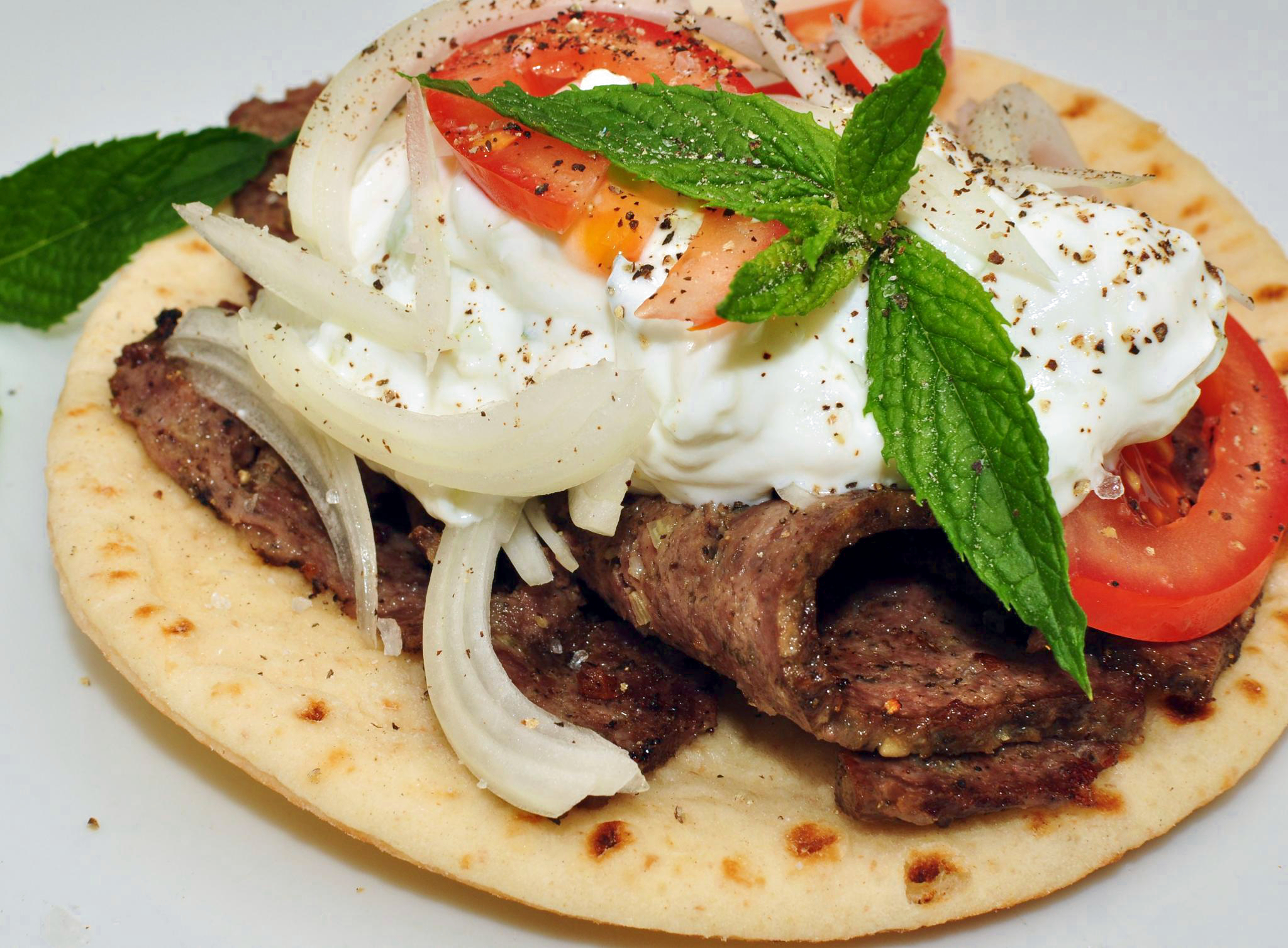
기로스 샌드위치 위의 자지키
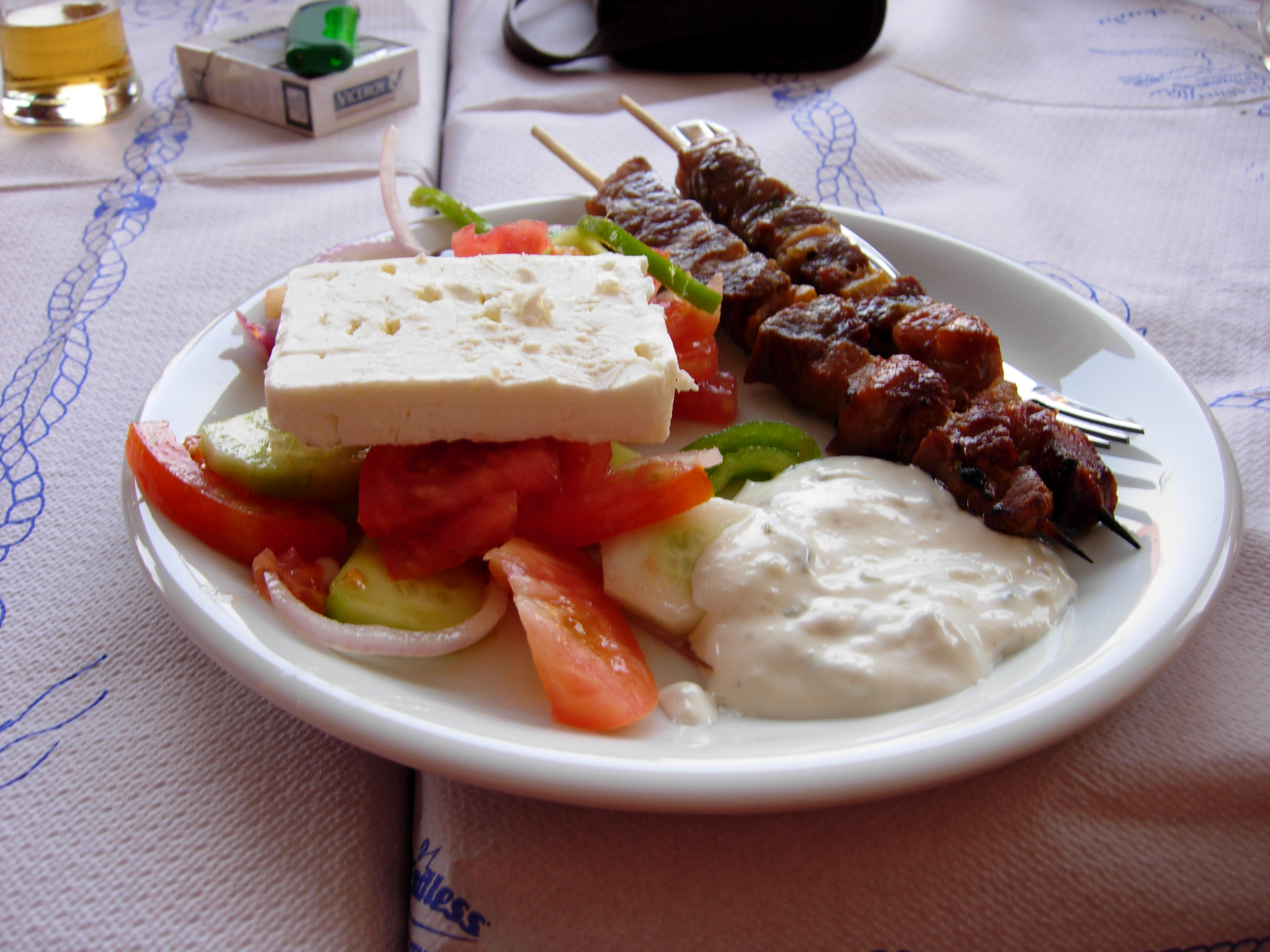
수블라키, 그리스 샐러드와 자지키

## 같이 보기
- 딥